# Casa senyorial de Palou
Casa senyorial de Palou és un casal de Palou, al municipi de Torrefeta i Florejacs (Segarra), inclòs a l'Inventari del Patrimoni Arquitectònic de Catalunya.

## Descripció
Gran edifici de tres plantes i terrat. A la façana que dona al carrer de la Font (Est), a la part dreta, hi ha una entrada amb reixa que dona a la planta baixa. Al pis següent, hi ha tres finestres i una petita obertura. Al següent pis, a la dreta de tot, hi ha un balcó amb barana de ferro, dues petites finestres a la seva esquerra i tot seguit dos grans finestrals, i a continuació, tres petits balcons amb barana de ferro.
A la façana nord, que dona al carrer del Portal, hi ha una entrada amb llinda de pedra i porta amb vidriera i reixa a la planta baixa. Al següent pis, hi ha una petita finestra. Al pis següent, hi ha una petita finestra, i al centre un pont que sobresurt de la façana i que alhora és una portalada del carrer. Hi ha accés de la casa amb aquest pont. Més a la dreta hi ha un balcó amb barana de ferro. A la façana que dona al carrer Fosc (Oest) hi ha una entrada amb llinda de pedra i porta de fusta a la planta baixa, al pis següent hi ha un balcó amb barana de ferro i al darrer pis una finestra. La resta de la façana és coberta per un edifici on la part de sota continua el carrer. En aquest carrer hi ha una porta que dona accés també a l'edifici.